# Amore e ghiaccio
Amore e ghiaccio (Lance et Compte), è una serie televisiva del 1986, trasmessa in Italia nel 1989 su Rai 2. La serie ha avuto altre sette stagioni ed un film nel 2011: Lance et compte: Le film.

## Trama
Amori, dinamiche societarie, giornalismo, televisione e mondo degli affari fanno da sfondo alle vicende che ruotano intorno ad una squadra canadese di hockey su ghiaccio, il National de Quebec.